# 분석구

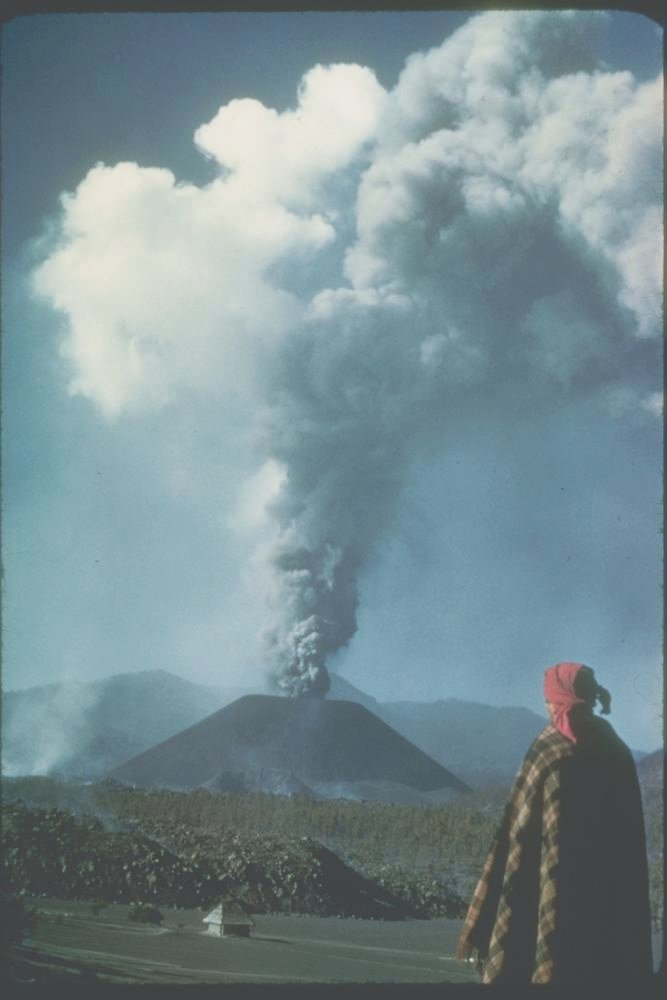
유명한 분석구 화산인 파리쿠틴 산이 분출하는 모습

분석구(Cinder Cone)는 화산의 한 형태로, 주로 원추형이며 정상 분화구가 매우 큰 화산들을 부른다. 성층 화산과 착각하기 쉽지만 분화구가 훨씬 크며, 크기는 작은 편이라는 특징이 있다. 또한 이들은 주로 강력한 분화를 통해 형성된다. 대부분 현무암질로, 대표적인 예로 파리쿠틴 산, 테네기아, 푸우오오 산, 세로 네그로 산 등이 있다.